# Шатаев, Андрей Александрович
Андре́й Алекса́ндрович Шата́ев (род. 11 ноября 1972 года, Березники, Пермская область, РСФСР, СССР) — российский военачальник. Начальник Морского управления Росгвардии — командующий морскими частями Войск национальной гвардии Российской Федерации. Контр-адмирал (2017).

## Биография
Родился 11 ноября 1972 года в городе Березники Пермской области.
Закончил Тихоокеанское высшее военно-морское училище имени С. О. Макарова в 1995 году, Военно-морскую академию (ВМА имени Н.Г. Кузнецова) в 2007 году.
Командовал 1-м морским отрядом Восточного регионального командования Внутренних войск МВД России (в/ч 3800), дислоцированным в Хабаровске.
В 2011 году назначен начальником морской службы штаба Восточного регионального командования Внутренних войск МВД России.
В 2016 году, с образованием в России новой структуры — Росгвардии, был назначен начальником Управления охраны объектов на акваториях Росгвардии — командующим морскими частями Войск национальной гвардии Российской Федерации.
12 декабря 2017 года, Указом Президента РФ № 592, Андрею Александровичу Шатаеву присвоено воинское звание — контр-адмирал, впервые в истории внутренних войск МВД и Росгвардии.
Андрей Шатаев женат, воспитывает сына.

## Награды
- медаль Ушакова;
- медаль «300 лет Российскому флоту»;
- медаль «За воинскую доблесть» (МВД);
- медаль «За боевое содружество» (ФСО);
- медаль «За воинскую доблесть» (Минобороны) II степени;
- медаль «Адмирал Флота Советского Союза Кузнецов»;
- медаль «200 лет МВД России»;
- медаль «200 лет внутренним войскам МВД России»;
- медали «За отличие в службе» I, II и III степеней;
- общественные медали и знаки.